# 布倫納 (堪薩斯州)
布倫納（Brenner）為一座位在美國堪薩斯州多尼芬縣的非建制地區。海拔高度294公尺（965英尺），地名資訊系統編號為482888。

## 歷史
此社區因艾奇遜和內布拉斯加州鐵路（Atchison & Nebraska Railroad） 在1872年延伸至此定居點而成立。
此社區的郵政局於1871年8月31日開設，1912年4月12日暫時歇業，1912年6月27日再次營運，直到1917年1月15日結束營運。